# Коламбус (Міннесота)
Коламбус (англ. Columbus) — місто (англ. city) в США, в окрузі Анока штату Міннесота. Населення — 4159 осіб (2020).

## Географія
Коламбус розташований за координатами 45°15′21″ пн. ш. 93°6′46″ зх. д. / 45.25583° пн. ш. 93.11278° зх. д. (45.255752, -93.112877).  За даними Бюро перепису населення США в 2010 році місто мало площу 123,68 км², з яких 116,33 км² — суходіл та 7,35 км² — водойми.

## Демографія
Згідно з переписом 2010 року, у місті мешкало 3914 осіб у 1416 домогосподарствах у складі 1119 родин. Густота населення становила 32 особи/км².  Було 1464 помешкання (12/км²).
Расовий склад населення:
| - 93,6 % — білих - 3,6 % — азіатів - 0,7 % — чорних або афроамериканців - 0,6 % — корінних американців - 0,1 % — вихідців з тихоокеанських островів |

До двох чи більше рас належало 1,2 %. Частка іспаномовних становила 1,6 % від усіх жителів.
За віковим діапазоном населення розподілялося таким чином: 22,3 % — особи молодші 18 років, 66,5 % — особи у віці 18—64 років, 11,2 % — особи у віці 65 років та старші. Медіана віку мешканця становила 45,3 року. На 100 осіб жіночої статі у місті припадало 107,7 чоловіків;  на 100 жінок у віці від 18 років та старших — 104,3 чоловіків також старших 18 років.
Середній дохід на одне домашнє господарство  становив 90 817 доларів США (медіана — 79 223), а середній дохід на одну сім'ю — 102 455 доларів (медіана — 84 870). Медіана доходів становила 53 554 долари для чоловіків та 47 644 долари для жінок. За межею бідності перебувало 4,5 % осіб, у тому числі 0,0 % дітей у віці до 18 років та 12,7 % осіб у віці 65 років та старших.
Цивільне працевлаштоване населення становило 2238 осіб. Основні галузі зайнятості: освіта, охорона здоров'я та соціальна допомога — 19,2 %, виробництво — 18,3 %, будівництво — 11,5 %, роздрібна торгівля — 11,4 %.